# Гуднау, Роберт
Роберт Гуднау (23 октября 1917 — 2 октября 2010) — американский художник-экспрессионист. Ветеран Второй мировой войны.

## Биография
В 1940-х годах Гуднау окончил Сиракузский университет и служил в армии США во время Второй мировой войны. После войны, в 1946 году, посещал Школу изящных искусств Озенфана в Нью-Йорке и летнюю школу Ханса Хофмана в Провинстауне, штат Массачусетс. В 1950 году получил степень магистра в Нью-Йоркском университете, после чего начал публично выставлять свои картины, а также писать статьи для журнала ARTnews .
В 1992 году Гуднау был избран членом Национальной академии дизайна в качестве ассоциированного члена, а в 1994 году стал академиком.

## Творчество
Гуднау был одним из последних их первого поколения нью-йоркской школы, (хотя его называют «вторым поколением» абстрактных экспрессионистов), хотя он начал выставлять свои работы в галереях в Нью-Йорке в начале 1950-х годов.
Роберт Гуднау был одним из 24 художников из 256 участников, которые были включены в знаменитую 9-ю Художественную выставку (1951) и во все последующие ежегодные нью-йоркские ежегодники живописи и скульптуры с 1953 по 1957 год. Эти ежегодники были важны потому что участники были выбраны самими художниками.
В начале своей карьеры, начиная с 1950 года, он выставлял свои картины в галерее Виттенборн, Нью-Йорк. Он выставлялся в галерее Тибора де Наги в Нью-Йорке с 1952 по 1970 год, а затем с 1984 по 1986 годы. В 1960 и 1961 годах он проводил персональные выставки в Чикагском институте искусств . В 1969 году Гуднау также провел персональные выставки в Музее американского искусства Уитни в Нью-Йорке и в художественной галерее Олбрайт-Нокс в Буффало. Основная работа Гуднау включена в Коллекцию Эмпайр-стейт плаза губернатора Нельсона А. Рокфеллера в Олбани, штат Нью-Йорк. В поздние годы он так же создавал картины в жанре живописи цветового поля.